# Грб Омске области
Грб Омске области је званични симбол једног од субјеката Руске федерације са статусом области — Омске области. Грб је званично усвојен 17. јуна 2003. године, а допуњен са неким измјенама 27. априла 2020. године.

## Опис грба

### Грб из 2003. године
Грб Омске области је четвороугаоник са заобљеним доњим угловима и шпицом у дну, што указује на хералдички штит.  Овај штит је у бијелој кутији са златни грчким крстом преко цијелог штита, који обухвата и вертикалну таласасту линију азурно плаве боје и петоугаону стилизовану тврђаву црвене боје са сребрном унутрашњошћу на средини крста. У срцу штита у средишту петоугаоника се налази се златна кула тврђаве са лучним вратима која су отворена.
Четири сребрна поља су испуњена са по осам малих зелених пирамида. 
Додатна декорација грба укључује грб Омске области укључује вијенац од златних храстових грана увезаног Алекасндровском лентом (траком) и златну стилизовану стару руску царску круну, која крунише штит.

### Грб из 2020. године
У црвеном пољу налази се сребрни крст, обгрљен уским таласастим азурним стубом, а на њему у средини крста, налази се стилизована тврђава окружена са пет кула бастиона обрубљена црвеним, тако да је један бастион окренут према горе. Штит је крунисан древном краљевском круном и окружен је Лењиновом лентом.